# Paulius Danusevicius
Paulius Danusevicius (Siauliai, Lituania; 8 de mayo de 2001) es un baloncestista lituano que pertenece a la plantilla del Lietkabelis Panevėžys de la LKL litiana. Con una altura oficial de 2.06 metros, puede jugar en las posiciones de alero y ala-pívot.

## Trayectoria
Inició su trayectoria en la liga NKL (segunda división lituana) en las filas del Delikatesas Joniskis con 17 años, disputando dos temporadas hasta ser fichado en 2020-21 por el KK Šiauliai, club con el que debuta en la máxima competición de su país, la Liga LKL. En enero de 2021 es cedido al KK Perlas Vilkaviškis de NKL, regresando al KK Siauliai en el mes de marzo para completar la temporada. En la campaña siguiente, la 2021-22, de nuevo con el KK Siauliai en LKL, logra unos promedios de 6.9 puntos y 4.5 rebotes.
En 2022-23 continúa en el KK Siauliai, mejorando sus prestaciones hasta los 9.5 puntos, 5.5 rebotes y 41% en tiros de tres puntos en algo más de 22 minutos por encuentro.
El 29 de junio de 2024 se mudó de Lituania por primera vez y firmó con el Kolossos Rodou de la A1 Ethniki griega. El 18 de diciembre de ese mismo año se desvinculó del club griego y al día siguiente fichó por el Lietkabelis Panevėžys para el resto de la temporada.